# 小濱正博
小濱 正博（こはま まさひろ、1954年 - 2018年1月4日）は、日本の外科医。北部地区医師会病院副院長、NPO法人MESHサポートの元理事長。

## プロフィール
1954年大阪府生まれ。昭和大学医学部卒業。兵庫医科大学での臨床研修を終えた後、関西労災病院心臓血管外科･救急部、心臓血管研究所付属病院外科勤務。1992年より沖縄県の伊江村立診療所勤務。1996年からオーストラリア・南オーストラリア州立ロイヤルアデレード病院救急部に勤務、航空医療について研修を受ける。その後、ロイヤル・フライング・ドクターサービスに医療スタッフとして従事する。1998年、日本に戻り、沖縄セントラル病院副院長に着任。
2001年、沖縄南部徳洲会病院救急部・高気圧治療部部長に就任。2007年、北部地区医師会病院副院長、救急部・高気圧治療部部長兼任。高気圧治療のプロフェッショナルだった。
2018年1月4日、多臓器不全による出血のため死去。63歳没。

## 著書

### 図書
- 翼に命をたくして民間救急ヘリMESHの奇跡、その記録 - 2011年 沖縄タイムス社 ISBN 978-4871272001

### 論文
- 小浜正博「海外報告 オーストラリアにおけるRoyal Flying Doctor Service(RFDS)および急患搬送の現状と日本への導入の必要性」『救急医学』第21巻第13号、へるす出版、1997年12月、1756-1759頁、NAID 40004146790。
- 富原靖博、新城安哲、小浜正博「沖縄における海洋危険生物」『沖縄県立芸術大学紀要』第7巻、沖縄県立芸術大学、1999年3月15日、61-75頁、NAID 110000548731。
- 小浜正博、永井りつ子、新里善一、末永凉子、大仲良一「海洋咬刺傷に対する高気圧酸素治療の適応と有用性」『日本高気圧環境医学会雑誌』第35巻第3号、2001年2月5日、159-166頁、NAID 10013225191。
- 小浜正博、永井りつ子、喜納美津男、新里善一、山城清「沖縄県での減圧症救急の現状と問題点」『日本高気圧環境医学会雑誌』第36巻第4号、2001年12月21日、215-222頁、NAID 10012824993。
- 小浜正博、永井りつ子、喜納美津男、大兼剛、西蔵盛由紀子、金城幸雄、新垣宜貞、砂川秀之 ほか「急性減圧症と慢性潜水障害の鑑別診断」『日本高気圧環境医学会雑誌』第37巻第1号、2002年3月27日、23-28頁、NAID 10012825050。
- 小濱正博、永井りつ子、喜納美津男、金城佐和子、大兼剛、運天忍「潜水業務従事者と減圧性骨壊死 : 減圧性骨壊死の放射線学的診断」『日本高気圧環境医学会雑誌』第38巻第2号、2003年6月24日、59-64頁、NAID 10012809661。
- 小濱正博「スクーバダイビングと救急--減圧症(潜水病)と動脈ガス塞栓症--後遺症を残さないための適切な初期対応を (特集 夏の救急--熱中症?! マムシに咬まれた! 食中毒! など夏に増える救急患者への初期対応)」『レジデントノ-ト』第8巻第5号、羊土社、2006年8月、667-674頁、NAID 40007412624。
- 小濱正博「海洋生物による咬刺症--楽しいマリンレジャーのために (特集 自然災害とアクシデントの旅行医学)」『日本旅行医学会学会誌』第5巻第1号、日本旅行医学会、2007年8月、51-63頁、NAID 40015643814。
- 吉池昭一、伊藤ゆい、伊地知寿、阿部好弘、小濱正博、有賀徹「救助困難症例に関する検討 : 沖縄県北部地区における空と陸の連携について」『交通科学研究資料』第49巻、2008年5月20日、NAID 10024378276。
- 小濱正博「ドクターヘリ 空で繋ぐ沖縄の命」『公明』、公明党機関紙委員会、2010年6月、54-59頁、NAID 40017134778。
- 小濱正博、岩淵達也、吉池昭一「民間による航空機医療の普及は可能か--沖縄県北部の医療過疎地域でのMESHの活動から見えるもの」『日本航空医療学会雑誌』第11巻第1号、日本航空医療学会、2010年8月、44-49頁、NAID 40017271728。